# Lejsek bleděmodrý
Lejsek bleděmodrý (Eumyias thalassinus) je druh ptáka z čeledi lejskovitých, který se vyskytuje od Himálaje přes Indii a jihovýchodní Asii až po Sumatru. Dorůstá délky asi 17 cm. Poznávacím znamením je jeho výrazná bleděmodrá barva, po které je tento druh i pojmenován. Dospělí samci mají temnější odstín a dospělé samice a nedospělí jedinci jsou bledších odstínů.
Potravu hledá v korunách stromů a nad nimi, rád vysedává i na elektrických drátech či na osamocených větvích.